# 赫倫萊克 (明尼蘇達州)
赫倫萊克（英語：Heron Lake）是一個位於美國明尼蘇達州傑克遜縣的城市。

## 人口
根據2020年美國人口普查的數據，赫倫萊克的面積為3.22平方千米，皆為陸地。當地共有人口602人，而人口密度為每平方千米187人。